# Бланш д'Артоа
Бланш д'Артоа (на френски: Blanche d'Artois; * 1248; † 2 май 1302, Париж) е графиня на Шампан и Бри, и кралица на Навара.

## Произход
Дъщеря е на граф Робер I д'Артоа (1216 – 1250) и Матилда Брабантска (1224 – 1288). По произход (по бащина линия) е внучка на френския крал Луи VIII и племенница на Луи IX, а по майчина линия е внучка на брабантския херцог Хайнрих II (1207 – 1248), херцог на Брабант и Долна Лотарингия и първата му съпруга Мария фон Хоенщауфен (1196 – 1235), дъщеря на римско-немския крал Филип Швабски.

## Брак и потомство
Омъжва се два пъти:
1.∞ 1269 за Анри I (* 1244, † 1274) от Дом Блоа, граф на Шампан и Бри, който през 1270 г. става и крал на Навара под името Енрике I. От него има син и дъщеря:
- Тибо († 1273)
- Жана I Наварска (* 1271, † 1305), бъдеща кралица на Навара и кралица на Франция, от 1284 г. съпруга на крал Филип IV Хубави

Анри умира през юли 1274 г., а Бланш д'Артоа става регентка на Навара (1274 – 1284) по време на малолетието на своята дъщеря Жана.
2. ∞ 1276 за Едмънд Ланкастърски (1245 – 1296), по-малкия син на английския крал Хенри III и Елеанора Прованска. От него тя има трима сина и една дъщеря:
- Томас Плантагенет, 2-ри граф на Ланкастър (* 1278, † обезглавен на 22 март 1322, Понтифракт)
- Хенри Плантагенет, 3-ти граф на Ланкастър (* 1281, † 22 септември 1345, Ланкастър)
- Джон Плантагенет, лорд (* пр. 1286, † пр. 1327, Франция)
- Мария Плантагенет († млада, Франция)